# Offentlig kunst i Langeland Kommune
Dette er en liste over offentlig kunst i Langeland Kommune.

## Liste

### Rudkøbing (5900)
| Billede | Titel / individ mindet        | Placering                                                                     | Billedhugger            | Skabt | Opstillet                                                | Kilde |
| ------- | ----------------------------- | ----------------------------------------------------------------------------- | ----------------------- | ----- | -------------------------------------------------------- | ----- |
|         | Amorinbrønden                 | Østergade / Sidse Bagers Gade 54°56′10″N 10°42′42″Ø / 54.936214°N 10.711743°Ø |                         |       | 1943 Flyttet til Torvet 1963 Genopsat ved Østergade 2007 | [ 2 ] |
|         | Syntese over liv              | Brovejen                                                                      | Børge Jørgensen         |       | 1976                                                     |       |
|         | Granit Environment            | Havnegade 54°56′25″N 10°42′49″Ø / 54.940288°N 10.713606°Ø                     | Alfio Bonanno           |       | 1982                                                     |       |
|         | Annette                       | Rudkøbing Kirke, Kirkepladsen 54°56′12″N 10°42′35″Ø / 54.936703°N 10.709597°Ø | Keld Moseholm Jørgensen |       | 1980                                                     |       |
|         | Strømme                       | Ahlefeldtsgade 54°56′08″N 10°42′56″Ø / 54.935504°N 10.715551°Ø                | Helle Scharling         |       | 1987                                                     |       |
|         | Maske og figur                | Ahlefeldtsgade 54°56′12″N 10°42′57″Ø / 54.936633°N 10.715731°Ø                | Sonja Ferlov            |       |                                                          |       |
|         | H.C. Ørsted                   | Gåsetorvet 54°56′13″N 10°42′30″Ø / 54.936924°N 10.708451°Ø                    | Vilhelm Bissen          |       | 1920                                                     |       |
|         | Liggende kalv                 | Brogade 54°56′11″N 10°42′34″Ø / 54.936481°N 10.709575°Ø                       | Gudrun Lauesen          |       | 1977                                                     |       |
|         | A.S. Ørsted                   | Ørstedsparken, Sagers Alle 54°56′19″N 10°42′46″Ø / 54.938512°N 10.712882°Ø    | Johannes Bjerg          |       | 1938                                                     |       |
|         | Jens C. Bay                   | Ørstedsparken, Sagers Alle 54°56′21″N 10°42′48″Ø / 54.93918°N 10.71322°Ø      | Christian Warthoe       |       | 1946                                                     |       |
|         | Mindesten for Brødrene Ørsted | Ørstedsparken, Sagers Alle 54°56′19″N 10°42′46″Ø / 54.938620°N 10.712728°Ø    |                         |       |                                                          |       |
|         | Mindesten for Dr. Mundt       | Ørstedsparken, Sagers Alle 54°56′21″N 10°42′46″Ø / 54.939096°N 10.712658°Ø    |                         |       |                                                          |       |
|         | Frederik VII                  | Rådhus, Torvet 54°56′11″N 10°42′36″Ø / 54.936438°N 10.709943°Ø                | Lauritz Prior           |       | 1867                                                     |       |
|         | Den gode hyrde                | Præstegård, Brogade 54°56′13″N 10°42′31″Ø / 54.936847°N 10.708526°Ø           | Chresten Skikkild       |       | 1955                                                     |       |
|         | Østerport Bækken              | Østergade 54°56′06″N 10°43′03″Ø / 54.935088°N 10.717426°Ø                     | Alfio Bonanno           |       | 1986                                                     |       |
|         | De Fire Verdenshjørner        | Skudehavnen 54°56′29″N 10°42′45″Ø / 54.941384°N 10.712397°Ø                   | Alfio Bonanno           |       | 2002                                                     | [ 3 ] |
|         | Mindesten for P. Munch        | Jens Winthers Vej / Ringvejen 54°56′00″N 10°43′13″Ø / 54.933459°N 10.720190°Ø |                         |       |                                                          |       |

### Rudkøbing (5953)
| Billede | Titel / individ mindet | Placering                                               | Billedhugger   | Skabt | Opstillet | Kilde |
| ------- | ---------------------- | ------------------------------------------------------- | -------------- | ----- | --------- | ----- |
|         | Flyvende måger         | Bygaden 54°57′39″N 10°48′15″Ø / 54.960858°N 10.804067°Ø | Helge Holmskov |       | 2007      | Ref   |